# Григорьев, Анатолий Иванович (скульптор)
Анатолий Иванович Григорьев (1 ноября 1903 — 28 октября 1986) — русский советский скульптор.

## Биография
Родился 17 октября 1903 года (ст. стиль) в селе Гайны Чердынского уезда Пермской губернии в семье чердынского  мещанина Григорьева Ивана Леонидовича (который коми-пермяком не был) и его жены Надежды Николаевны. Отец, скорее всего, помогал в торговых делах своему брату Александру, являвшемуся чердынским купцом 2-й гильдии и проживавшему с семьей в Гайнах (тот занимался лесозаготовками, торговлей, имел мельницу и пароходство).  Пытаясь скрыть свое социальное происхождение, Анатолий называл отца лесничим (в реалии Гайнским лесничим в 1903 - 1915 гг. был надворный советник К. А. Иванов).
Учился в художественных мастерских села Кудымкар Пермской губернии (1921—1923), на Едином художественном рабфаке (1923—1925) и на скульптурном факультете ВХУТЕМАСа-ВХуТЕИНа в Москве у И. С. Ефимова, В. И. Мухиной, М. С. Родионова, В. А. Фаворского, И. М. Чайкова (1925—1930).
Член Союза художников со времени его основания (1932). Участник многих художественных выставок (с 1934). Работал в области монументальной и декоративной скульптуры, портрета, в керамике («танагры», техника коропластики), а также в области акварели и рисунка. Его произведения находятся в ГРМ, ГТГ, многих других музеях и галереях.
Во время Великой Отечественной войны младший лейтенант Григорьев работал на аэродромах, в воинских частях и создал галерею портретов летчиков — защитников Москвы.
17 апреля 1948 года Григорьев был арестован. Ему инкриминировали участие в «антисоветском теософском подполье». Решением Особого совещания МГБ СССР он был приговорен к восьми годам лагерей. Этапирован в Норильск. Благодаря усилиям его жены и коллег, художника перевели из Норильска в подмосковную шарашку Кучино, где он лепил портреты великих учёных. Весной 1953 года Григорьева направляют в Воркутлаг. Был освобожден в декабре 1954 года.
Вернулся в Москву. В 1955—1956 годах супруги Арендт и Григорьев строят дом в Коктебеле. С того времени и до смерти Григорьева почти пополам делят своё время между Москвой и Коктебелем.
Умер 28 октября 1986 года в Москве, похоронен в Коктебеле на поселковом кладбище.

## Работы находятся в собраниях
- Государственная Третьяковская галерея, Москва.
- Государственный Русский музей, Санкт-Петербург.
- Литературно-художественный музей Марины и Анастасии Цветаевых, Александров.

## Галерея

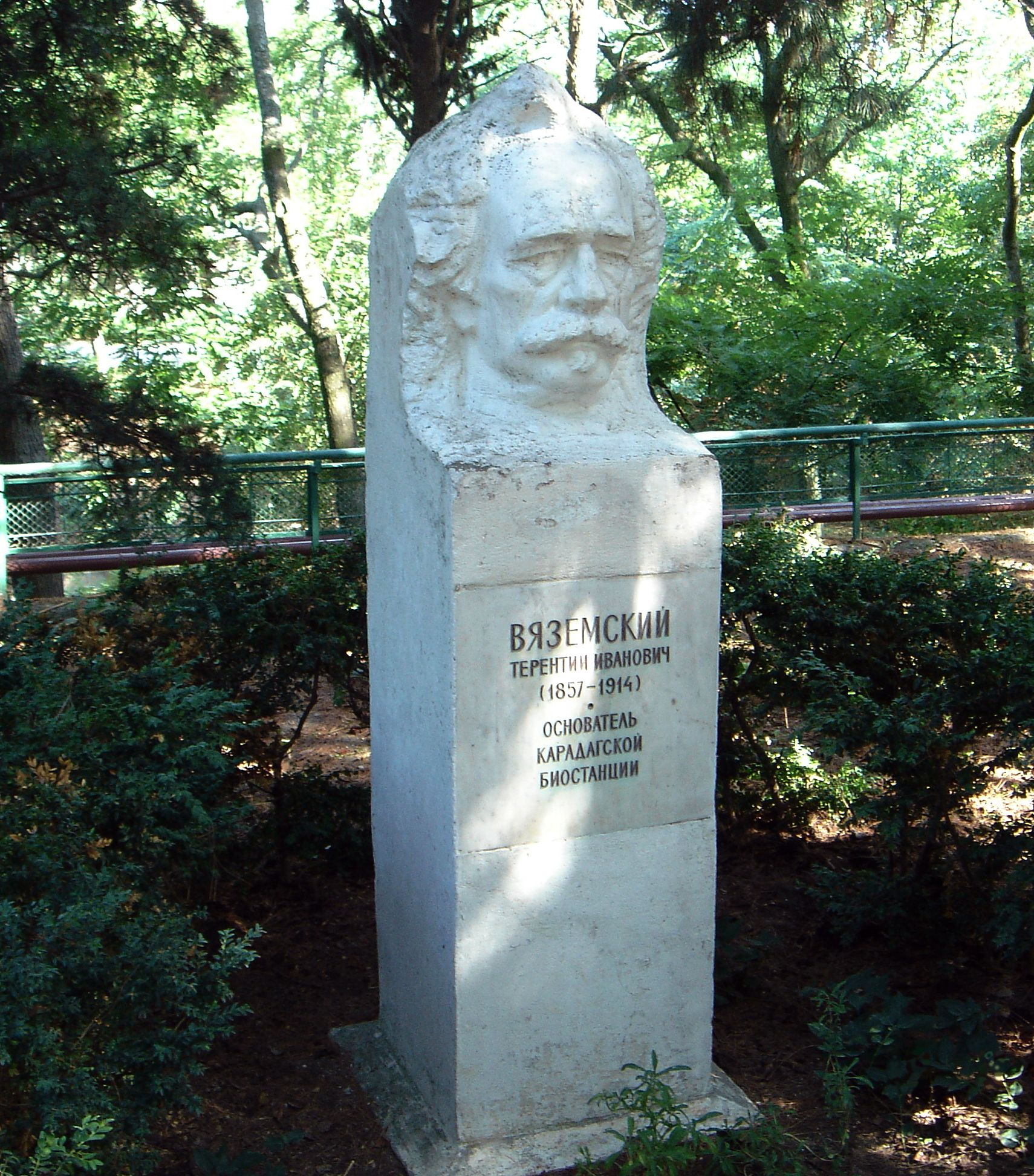
Памятник Т.И. Вяземскому, Карадагская биостанция
Портрет А.Г. Габричевского. Гипс, 38х25х30, 1958 год.